# Сюйська
Сюйська — деревня в Маловишерском районе Новгородской области.

## География
Деревня находится в 9 км от центра района — Малой Вишеры.

## Население
| 2010 | 2011 |
| ---- | ---- |
| 19   | ↗29  |

## Власть
Деревня в административном плане относится к Бургинскому сельскому поселению Маловишерского района Новгородской области